# Edmundston
Edmundston ist eine Stadt im Madawaska County in New Brunswick, Kanada. Sie liegt im Nordwesten der Provinz am Zusammenfluss von Saint John River und Madawaska River. Die internationale Grenze zwischen Kanada und den Vereinigten Staaten verläuft in der Mitte des Saint John River; eine Brücke verbindet Edmundston mit der gegenüber liegenden Stadt Madawaska in Maine.
Die Stadt besteht seit 1952 aus dem Zusammenschluss der Gemeinden Edmundston, Saint-Basile, Saint-Jacques und Verret und hatte im Jahr 2006 16.643 Einwohner, die zu 98 % Französisch sprechen, dem höchsten frankophonen Anteil der gesamten Provinz. Die Stadt ist von den hier noch sanften Hügeln der Appalachian Mountains umgeben, durch die Stadtmitte fließt der Madawaska River und mündet im Süden in den Saint John River. Edmundston liegt am Trans-Canada Highway, der von Québec kommend an die Küste führt. Der Haupterwerbszweig der Region ist die Holzindustrie und die Bewohner finden in zahlreichen Sägemühlen, Papier- und Zellstofffabriken Beschäftigung.

## Geschichte
Edmundston hieß ursprünglich Petit-Sault (Kleine Wasserfälle), wurde aber 1850 in Edmundston nach Sir Edmund Walker Head, dem Generalgouverneur von Kanada (1854–1861), umbenannt.
Die unklare Grenzlinie in diesem Gebiet war lange Zeit zwischen dem damaligen Britisch-Nordamerika und den Vereinigten Staaten umstritten und führte 1838/39 fast zum Aroostook-Krieg. Der Konflikt wurde schließlich 1842 mit dem Webster-Ashburton-Vertrag in London beendet, ohne dass ein Schuss gefallen war. Die frankophonen sogenannten Brayon in der Region wohnten beiderseits der Grenze und wollten damals einen eigenen Staat, die Republik Madawaska, gründen. Noch heute trägt der Bürgermeister von Edmundston den Titel Präsident der Republik Madawaska und vor dem Rathaus weht unter anderen die Fahne von Madawaska.
Edmundston ist seit 1944 Sitz des römisch-katholischen Bistums Edmundston.

## Städtepartnerschaft

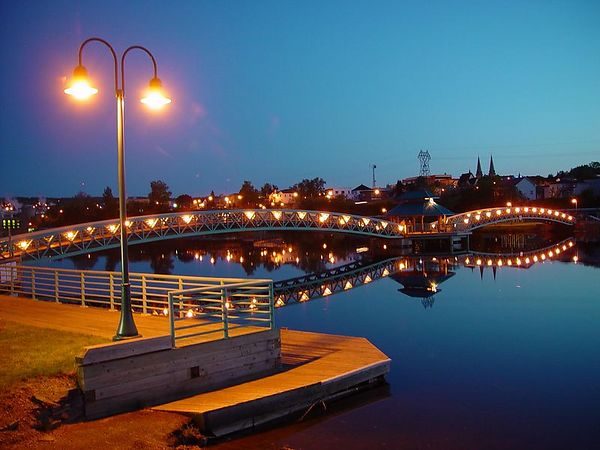
Madawaska River

Partnerstadt von Edmundston ist die französische Stadt Parthenay.

## Söhne und Töchter der Stadt
- Suzie LeBlanc (* 1961), Sopranistin
- Roch Voisine (* 1963), Autor, Komponist, Musiker und Schauspieler
- Todd Sparks (* 1971), Eishockeyspieler
- Cédrick Desjardins (* 1985), Eishockeytorwart